# Mangla-Talsperre
Die Mangla-Talsperre (Urdu: منگلا بند) staut in Pakistan den Jhelam zu einem großen Stausee auf. 
Die Talsperre wurde 1966/67 in der Nähe der Stadt Mirpur in Asad Kaschmir, etwa 100 km südöstlich der Hauptstadt Islamabad, gebaut und dient seitdem hauptsächlich der Bewässerung und der Stromerzeugung. Ihr Einzugsgebiet umfasst 33.425 km².
Der Staudamm der Talsperre ist – am Volumen des Dammes gemessen – einer der größten der Erde. Zu der in der Tabelle angegebenen Zahl von 65,379 Millionen Kubikmetern gibt es auch geringfügig abweichende Angaben in anderen Quellen: 65,651, 64,991 und 63,880 Mio. m³. (Wahrscheinlich gilt dies vor der Erhöhung.) Zum Hauptbauwerk gehören vier einzelne Dämme mit zwei Hochwasserentlastungen und fünf Druckrohrleitungen.
Das Wasserkraftwerk erzeugt mit zehn vertikalen Francis-Turbinen insgesamt 1400 MW Leistung. Für den Endausbau sind 1500 MW im Gespräch. Die technischen Anlage stammen von folgenden Herstellern. Die Engpassleistung wird von den Maschinentransformatoren bestimmt.
| Maschinensatz | Hersteller                     | Hersteller | Hersteller               | Engpassleistung |
| Maschinensatz | Turbine                        | Generator  | Maschinen- transformator | Engpassleistung |
| ------------- | ------------------------------ | ---------- | ------------------------ | --------------- |
| 1             | Mitsubishi                     | Hitachi    | Savigliano               | 138 MVA         |
| 2             | Mitsubishi                     | Hitachi    | Škoda                    | 138 MVA         |
| 3             | Mitsubishi                     | Hitachi    | Škoda                    | 138 MVA         |
| 4             | Mitsubishi                     | Hitachi    | Savigliano               | 138 MVA         |
| 5             | ČKD                            | Škoda      | Savigliano               | 138 MVA         |
| 6             | ČKD                            | Škoda      | Savigliano               | 138 MVA         |
| 7             | Escher Wyss Georg Fischer ACEC | Hitachi    | Italtrafo                | 144 MVA         |
| 8             | Escher Wyss Georg Fischer ACEC | Hitachi    | Škoda                    | 144 MVA         |
| 9             | ČKD                            | Škoda      | Škoda                    | 144 MVA         |
| 10            | ČKD                            | Škoda      | Škoda                    | 144 MVA         |

Die Kapazität des Stausees hatte sich bis 1999 durch Verlandung um ca. 20 % vermindert. Deshalb wurde der Damm nachträglich bis 2009 von 138 um 9 m auf 147 m erhöht. Dadurch konnte der Stauspiegel angehoben und der Stauinhalt erhöht werden. Die Kronenlänge verlängerte sich auf 3140 m.
Für den Bau der Talsperre mussten etwa 110.000 Menschen umgesiedelt werden.